# Hydrolagus trolli
Hydrolagus trolli är en broskfiskart som beskrevs av Didier och Bernard Séret 2002. Hydrolagus trolli ingår i släktet Hydrolagus och familjen havsmusfiskar. Inga underarter finns listade i Catalogue of Life.
Arten förekommer med flera från varandra skilda populationer i havet mellan Australien och Nya Zeeland samt Nya Kaledonien. Den vistas i regioner som ligger 610 till 2000 meter under havsytan. Fynd från Afrika som ursprungligen räknades till denna art utgör antagligen en ny art som saknar vetenskaplig beskrivning.
Individer av honkön är 60 till 65 cm långa (utan svans) vid könsmognaden. Hannar har vid samma tillfälle en längd av cirka 55 cm. Troligen blir Hydrolagus trolli med svans upp till 120 cm lång.
Trålfiske sker vanligen i regioner längre upp på kontinentalsockeln. Vid illegal fångst av tandnoting (Dissostichus eleginoides) kan Hydrolagus trolli förekomma som bifångst. Hela beståndet listas av IUCN som livskraftig (LC).